# 巴氏長臀脂鯉
巴氏長臀脂鯉為輻鰭魚綱脂鯉目脂鯉亞目脂鯉科的其中一個種，分布於南美洲巴拉圭淡水流域，體長可達3.5公分，棲息在底中層水域，生活習性不明。